# Treasure EP.Fin: All to Action
Treasure EP.Fin: All to Action — перший студійний альбом південнокорейського хлопчачого гурту Ateez. Реліз відбувся 8 жовтня, 2019, разом з синглом «Wonderland» та одноіменним музичним відео. Альбом також являється завершальною частиною серії Treasure. Реліз дебютував на верхівці Gaon Album Chart.

## Передумови та написання
Продюсером альбому виступив Іден, який спродюсував більшу частину матеріалу гурту. Він також написав більшість треків у співавторстві з Buddy, Leez та Ollounder, останні двоє з яких взяли участь у створенні Treasure EP.3: One to All. Учасники гурту та репери Хонджун та Мінґі написали пісню «Wonderland» у співавторстві, а Хонджун також взяв участь у написанні пісні «Sunrise». Пісню «Thank U» також написав Хонджун, щоб висловити свою вдячність колезі по гурту Сонхві.

## Список пісень
| #     | Назва                                                           | Автор                                          | Продюсер(и)                              | Тривалість |
| ----- | --------------------------------------------------------------- | ---------------------------------------------- | ---------------------------------------- | ---------- |
| 1.    | «End of the Beginning»                                          | Eden, Buddy, Leez, Hongjoong, Mingi            | Eden, Leez, Buddy                        | 0:29       |
| 2.    | «Wonderland»                                                    | Eden, Leez, Buddy, Ollounder, Hongjoong, Mingi | Eden, Leez, Buddy, Ollounder             | 3:19       |
| 3.    | «Dazzling Light»                                                | Eden, Leez, Buddy, Ollounder, Hongjoong, Mingi | Eden, Leez, Buddy, Ollounder             | 3:09       |
| 4.    | «Mist» (안개; Angae)                                            | Eden, Leez, Buddy, Hongjoong, Mingi            | Eden, Buddy, Leez                        | 3:19       |
| 5.    | «Precious (Overture)»                                           | Eden, Ollounder, Hongjoong, Mingi              | Eden, Ollounder                          | 1:42       |
| 6.    | «Win»                                                           | Eden, Leez, Buddy, Ollounder, Hongjoong, Mingi | Eden, Leez, Buddy, Ollounder             | 3:22       |
| 7.    | «If Without You»                                                | Eden, Leez, Buddy, Hongjoong, Mingi            | Eden, Leez, Buddy                        | 3:20       |
| 8.    | «Thank U» (친구; Chingu (дослівно «Друг»)                       | Eden, Leez, Ollounder, Hongjoong, Mingi        | Eden, Leez, Ollounder                    | 3:21       |
| 9.    | «Sunrise»                                                       | Eden, Hongjoong, Leez, Buddy, Mingi            | Eden, Hongjoong, Buddy, Leez             | 3:18       |
| 10.   | «With U» (걸어가고 있어; Georeogago isseo [дослівно «Я гуляю»]) | Eden, Leez, Hongjoong, Mingi                   | Eden, Leez                               | 3:34       |
| 11.   | «Beginning of the End»                                          |                                                | Eden, Leez, Buddy, Ollounder, Ahn Su-wan | 1:52       |
| 30:45 |                                                                 |                                                |                                          |            |

## Чарти
| Чарти (2019—2020)                  | Пікова позиція |
| ---------------------------------- | -------------- |
| Australian Digital Albums (ARIA)   | 32             |
| French Download Albums (SNEP)      | 53             |
| Угорщина Hungarian Albums (MAHASZ) | 15             |
| Польща Polish Albums (ZPAV)        | 20             |
| South Korean Albums (Gaon)         | 1              |
| US Heatseekers Albums (Billboard)  | 10             |
| US World Albums (Billboard)        | 7              |

| Чарт (2019)                | Позиція |
| -------------------------- | ------- |
| South Korean Albums (Gaon) | 35      |

## Нагороди
| Рік  | Організація        | Нагорода     | Робота                         | Результат | Прим.  |
| ---- | ------------------ | ------------ | ------------------------------ | --------- | ------ |
| 2019 | Golden Disc Awards | Disc Bonsang | Treasure EP.Fin: All to Action | Номінація | [ 13 ] |